# Romano (usurpador romano)
Romano (em latim: Romanus) foi um usurpador no Império Romano do Ocidente que se revoltou, sem sucesso, contra o imperador Antêmio em 470.

## Carreira
Romano era um senador romano e um patrício que alcançara a função de mestre dos ofícios (magister officiorum) durante as décadas finais do império. Um conhecido aliado de Ricimero, o mestre dos soldados (magister militum), Romano rapidamente entrou em conflito com o imperador Antêmio, que não gostava de Ricimero e nem confiava nele.
Em 470, Antêmio ficou seriamente doente e rumores davam conta que bruxaria havia sido utilizada para afligir o imperador. Ricimero viu uma oportunidade de nomear seu próprio imperador e começou a traçar um plano para colocar Romano no trono. Porém, Antêmio acabou se recuperando e acusou diversos dos aliados de Ricimero de tentarem usar bruxaria para matá-lo, incluindo Romano, que ele também acusou de querer usurpar-lhe o trono. Antêmio ordenou que Romano fosse decapitado, esperando assim assegurar sua posição no trono.
Porém, o que aconteceu foi justamente o inverso: Ricimero ficou furioso e o ato foi a gota d'água que ele precisava para depor Antêmio, o que ele fez em 472.